# 多紀元徳
多紀 元徳（たき もとのり、1732年（享保17年） - 1801年6月20日（享和元年5月10日））は、江戸時代中期の奥医師。本姓は福島、幼名は金之助、通称は安元、号は藍渓。多紀元孝の五男。
1776年（安永5年）に奥医師幕府の奥医師、徳川家斉の侍医。父の創建した躋寿館での教授。2度の火災から再建、拡大。同館は1791年（寛政3年）に幕府医学館となった。

## 著書
- 多紀元徳, 多紀元簡『廣恵濟急方』英大助、寛政2年 エラー: 日付が正しく記入されていません。（説明）。doi:10.11501/2535712。NDLJP:2535712。（広恵済急方）[1]

## 家族
- 父：多紀元孝
  - 子：多紀元簡